# Michel Márquez
Michel Márquez (Isola della Gioventù, 7 aprile 1987) è un calciatore cubano, difensore dell'Isla de la Juventud.

## Carriera

### Club
Ha sempre giocato nel campionato cubano.

### Nazionale
Ha esordito in Nazionale nel 2014.